# Ruiselede

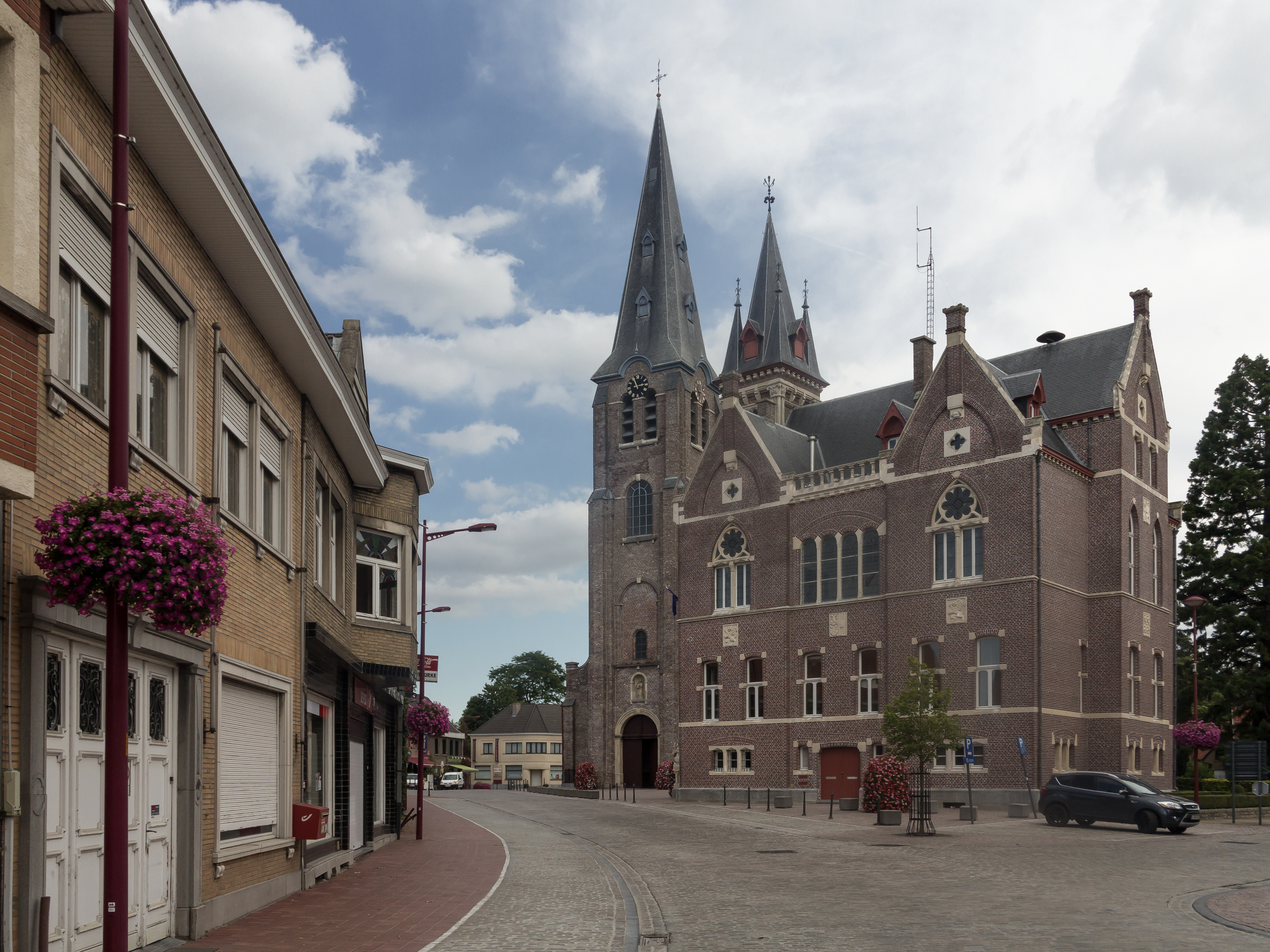
Kirche: parochiekerk gewijd aan Onze-Lieve-Vrouw

Ruiselede ist ein Ort in der belgischen Gemeinde Wingene in der Region Flandern. Bis 31. Dezember 2024 bildete Ruiselede eine eigenständige Gemeinde mit zuletzt 5444 Einwohnern (Stand Anfang 2022) auf 30,2 km².

## Lage
Tielt liegt 7 Kilometer südwestlich, Deinze 11 km südöstlich, Brügge 21 km nordwestlich, Gent 22 km östlich und Brüssel etwa 70 km südsüdöstlich.

## Infrastruktur
Die nächsten Autobahnabfahrten befinden sich im Norden bei Aalter an der A10/E 40, im Osten bei Deinze an der A14/E 17 und im Südwesten bei Ardooie und Lichtervelde an der A17.

In Aaltert, Tielt und Deinze befinden sich die nächsten Regionalbahnhöfe und in Brügge und Gent halten auch überregionale Schnellzüge.

Bei Oostende befindet sich ein Regionalflughafen und nahe der Hauptstadt Brüssel gibt es einen internationalen Flughafen.

## Wirtschaft
In Ruiselede sitzt der Klavierbauer Chris Maene.